# カリファ・クリバリ
カリファ・クリバリ（Kalifa Coulibaly 、1991年8月21日 - ）は、マリ・バマコ出身のプロサッカー選手。マリ代表。ポジションはフォワード。

## 経歴

### クラブ
2011年、パリ・サンジェルマンFCに加入。リザーブチームで86試合に出場し30ゴールを挙げたものの、トップチームでの出場機会はなかった。
2014年4月、ジュピラー・プロ・リーグのシャルルロワSCに移籍。
2015年6月、KAAヘントに移籍。
2017年8月、FCナントに移籍。契約は5年。
2022年8月29日、レッドスター・ベオグラードに移籍。

### 代表
PSG在籍時の2013年にマリ代表デビュー。アフリカネイションズカップ2017では参加メンバーの一人に選ばれた。2017年6月10日のアフリカネイションズカップ2019予選・ガボン戦で代表初得点を挙げた。